# Rochester (Nevada)

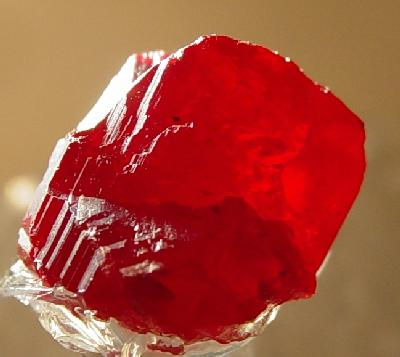
Cristal de cinábrio do distrito mineiro de Antelope Springs ao sul de Rochester.

Rochester foi uma cidade mineira de no condado de Pershing, estado do Nevada, nos Estados Unidos. Fica próxima de Winnemucca e  a aproximadamente a 180 quilómetros da cidade de Reno. Na atualidade é uma cidade fantasma. Lower Rochester está ainda acessível a visitantes; Upper Rochester foi enterrada nuns restos de mina na recente mina de  Coeur Rochester

## História
Rochester é o nome coletivo de três locais:Rochester Heights, Upper Rochester e Lower Rochester, espalhadas ao longo de aproximadamente 5 quilómetros (3 milhas) de  Rochester Canyon.Quando foi descoberto ouro no local na década de 1860 por imigrantes oriundos de  Rochester, havia apenas um único campo, na parte mais alta do referido desfiladeiro/cânion. Mais tarde ficou mais conhecido como Rochester Heights (muitas vezes em conjunto com Upper Rochester é designada como “Old Town”). A exploração e mineração era claramente em pequena escala a partir da década de 1860, com o minério processado em pequena escala ou enviado em vagões para cidades mais para moagem.
Se bem que sempre houvesse presença humana desde 1861, foi apenas com a descoberta de ricas de prata por Joseph Nenzel em 1912 que Rochester se tornaria uma cidade boom. Por volta de novembro de 1912, Como se difundiu a notícia muitas pessoas chegaram à cidade na busca de riqueza rápida e fácil. A cidade expandiu-se e  Upper Rochester começou a ser o início daquilo que viria a ser conhecido como  Lower Rochester. Rochester Heights foi rapidamente agrupada com  Upper Rochester e aquelas vilas tornaram coletivamente conhecidas como Old Town, com Lower Rochester a ser a "nova" cidade. Nos dois núcleos populacionais surgiram vários saloons, hotéiss vários tipos de negócios. Upper e Lower Rochester tornaram em prósperos lugares mineiros, com uma população que ultrapassava os 1500 habitantes. A maioria do distrito comercial ficava em Upper Rochester, com Lower Rochester possuindo o engenho mineiro e outras atividades mineiras. A vila vangloriou-se de ter The Rochester Philharmonic Orchestra.
As minas de Rochester continuaram a operar até 1942, produzindo mais de 9 milhões de dólares em prata e ouro. Rochester como a vila começou a diminuir de importância a partir de 1922 e em 1926 a estação de correios encerrou tal como aconteceu com muitos negócios existentes nas duas vilas. Depois de 1942, a mina encerrou por longos períodos, operando apenas intermitentemente com os preços de prata e ouro garantidos. A maioria das pessoas abandonaram a área de Rochester em 1951 e existiam muitos poucos habitantes.
Das antigas vilas pouco ou nada resta, depois de um incêndio ocorrido em 2012.